# Kulturkalaset i Hörby
Kulturkalaset i Hörby är ett årligt evenemang i maj som startades 2004. Dock blev det inställt 2020 under Covid-19-pandemin. Syftet är att barn och unga i Hörby ska få plats att visa upp sina talanger i allt från sällskapsdans till trummor. Kalaset kryddas med kända namn som dragplåster. Det finns även andra aktiviteter och olika matstånd. 
Lions delar ut stipendier till elever från kulturskolan. 
De olika företagen i Hörby brukar ta fram produkter inför evenemanget, exempelvis finns det kulturkalasbakelser och kulturkalasbukett.
2023 bokades Apolonia in av kulturskolan i Hörby, men Hörby kommun porta dem då de ansåg att de var för politiska då bandet, tillsammans med 64 andra artister, medverkat på Feministiskt initiativs valskiva från 2014. Detta väckte stora reaktioner i media.

## Kända personer som uppträtt
- Björn Ranelid
- Pernilla Wahlgreen
- Frida Appelgren
- Timoteij
- Ola Svensson
- Linda Bengtzing
- Felicia Aveklew
- The Moniker
- Molly Sanden
- Top Cats
- Yohio
- JEM
- Gunhild Carling
- Oscar Zia
- Magnus Carlsson
- Samir och Viktor
- Elisa Lindström
- Allyawan
- De vet du
- Pedalens Pågar
- Linda Pira
- Theoz
- Wiktoria
- Stor
- Drängarna
- Klara Hammarström
- Dolly Style